# Кароль Фердинанд Ваза
Кароль Фердинанд Ваза (13 октября 1613, Варшава — 9 мая 1655, Вышкув) — польский королевич, князь-епископ Бреслау (1625—1655) и епископ Плоцкий (1640—1655), князь ныский (1625—1655) и опольско-рацибужский (1648—1655). Князь Пултуский, аббат червиньский, модлинский и тынецкий, пан на Живце.

## Биография
Представитель шведско-польской королевской династии Ваза. Четвёртый сын короля Речи Посполитой Сигизимунда III Вазы (1566—1632) от второго брака с Констанцией Австрийской (1588—1631). Младший брат королей Владислава IV и Яна II Казимира.
Детство и юность провёл на попечении своей матери в королевской дворце в Варшаве. 23 марта 1624 года получил от папы римского Урбана VIII разрешение на занятие должности князя-епископа Бреслау в Силезии. 3 мая 1625 года при содействии своего родного дяди и германского императора Фердинанда II Габсбурга Кароль Фердинанд был назначен князем-епископом Бреслау. 18 января 1626 года, несмотря на юные годы, он был рукоположен в епископский сан.
В 1631 году после смерти своей матери Констанции Австрийской Кароль Фердинанд вместе со старшим братом Яном Казимиром получил во владение Живецкое панство. Во время правления Владислава IV (1632—1648) Кароль Фердинанд проживал, в основном, в Варшаве. Он не интересовался политикой и не имел желания вернуться в светское общество. В 1632—1648 годах Кароль Фердинанд посвятил административной работе и хозяйственными вопросами церкви. В 1640 году был назначен епископом Плоцким в Мазовии. В отсутствие принца диоцезом Бреслау управляли епископ Иоганн Больтазар Лех фон Хорнау и архидьякон Пётр Гебауэр. В Плоцком епископстве его замещали епископ Станислав Старжевский и Войцех Толибовский.
В мае 1648 года после смерти своего старшего сводного брата, польского короля Владислава IV Вазы, епископ Кароль Фердинанд стал претендовать на вакантный королевский трон Речи Посполитой. Его главным соперником стал старший брат — кардинал Ян Казимир Ваза. Кароль Фердинанд объявил о программе жёсткой политики и решительных мер при подавлении казацко-крестьянского восстания под руководством Богдана Хмельницкого на Украине. Получил поддержку двух третей голосов сенаторов и епископов. Кандидатуру Кароля Фердинанда поддержала русская шляхта под руководством воеводы русского, князя-магната Иеремии-Михаила Вишневецкого. Однако протестанты и шляхта Великого княжества Литовского, опасавшиеся ужесточения Контрреформации, не поддержали кандидатуру Кароля Фердинанда. Во главе оппозиции находились крупные литовские князья-магнаты — двоюродные братья Януш и Богуслав Радзивилл, — которые даже угрожали разорвать польско-литовскую унию. Кроме того, украинский гетман Богдан Хмельницкий, поднявший народное восстание на Украине против польско-шляхетского господства, выступал за избрание Яна Казимира.
Проиграв королевские выборы, Кароль Фердинанд Ваза получил от своего старшего брата во владение Опольско-Ратиборгское княжество в Силезии. Отказался от общественной жизни и поселился в имениях плоцкого епископства в Мазовии. Его главной резиденцией стал замок Брок. В 1651 году под опеку епископа Плоцка перешёл малолетний князь Михаил Корибут Вишневецкий (1640—1673) — единственный сын знаменитого князя-магната Иеремии Вишневецкого и будущий король Речи Посполитой. Епископ финансировал его поездки за границу и получение им образования.
9 мая 1655 года 41-летний епископ скончался в Вышкуве. Его похоронили в иезуитском костёле в Варшаве.
Кароль Фердинанд оставил после себя огромное состояние, большая часть которого отошла к католической церкви. Остальное получил его старший брат-король. Деньги и имения, полученные от брата-епископа, помогли Яну II Казимиру финансировать военные силы в начале Шведского потопа и получить убежище в Силезии, куда он вынужден был бежать в конце 1655 года.